# Іскандарово (Альменєвський округ)
Ісканда́рово (рос. Искандарово) — присілок у складі Альменєвського округу Курганської області, Росія.
Населення — 124 особи (2010, 198 у 2002).
Національний склад станом на 2002 рік:
- башкири — 92 %